# Kryptondifluorid
Kryptondifluorid ist eine metastabile chemische Verbindung aus Krypton und Fluor. Es ist eine der wenigen bekannten Kryptonverbindungen und die erste synthetisierte Verbindung dieses Edelgases.

## Gewinnung und Darstellung
Hergestellt wird Kryptondifluorid bei −196 °C mithilfe elektrischer Entladungen aus elementarem Krypton und Fluor in einer mit 60 kJ/mol endothermen Reaktion. Weitere Gewinnungsmöglichkeiten sind die UV-Photolyse und das Beschießen von Krypton/Fluor-Mischungen mit Protonen. Dabei entstehen jeweils Fluor-Radikale, die in der Lage sind, mit Krypton zu reagieren.
{\displaystyle {\ce {Kr + F2 -> KrF2}}}

## Eigenschaften

### Chemische Eigenschaften
Kryptondifluorid ist instabil und zersetzt sich bei Raumtemperatur innerhalb weniger Tage. Bei 77 °C sublimiert die Verbindung unter schneller Zersetzung. Bei −78 °C kann die Verbindung unbegrenzt gelagert werden. Mit Wasser und organischen Verbindungen reagiert Kryptondifluorid explosiv.
{\displaystyle {\ce {2KrF2 + 2H2O -> 2Kr + 2HF +O2}}}
Kryptondifluorid ist ein starkes Oxidationsmittel, es kann Xenon in Xenonhexafluorid oder Iod in Iodpentafluorid überführen. Darüber hinaus ist es auch ein Fluoridionen-Donator. Das Kation KrF+ ist das bisher stärkste bekannte Oxidationsmittel, stärker noch als Sauerstoffdifluorid und elementares Fluor. Es vermag als einzig bekannte Substanz Gold in die Oxidationsstufe +5 zu bringen:
{\displaystyle {\ce {8KrF2 + 2Au -> 2KrF+AuF6- + 6Kr + F2}}}
{\displaystyle {\ce {KrF+AuF6^{-}->[60-66\,^{\circ }{\text{C}}]AuF5{}+Kr{}+F2}}}

### Molekülgeometrie
Gemäß dem VSEPR-Modell besitzt das Kryptondifluorid-Molekül eine lineare Struktur mit einem Bindungswinkel (F–Kr–F) von etwa 180°. Im gasförmigen Zustand beträgt die Bindungslänge 188,9 pm.
Kryptondifluorid besitzt als Molekülsymmetrie die Punktgruppe D∞h und die Symmetrienummer σ = 2.